# Musikalfilm
Musikalfilm är en typ av film där sång och instrumentalmusik ingår, vid sidan av konventionell dialog.
Filmmusikalens stora fördel framför scenmusikalen är möjligheten fånga dans och rörelse kinematografiskt, och därmed förstärka det visuella intrycket. Dess nackdel är dels att musikalens dramaturgiska uppbyggnad (med ett fåtal långa scener, oftast en per sång) ofta krockar med den klassiska filmuppbyggnaden (med flera korta sekvenser), dels att filmens visuella realism gör att de sångnumren kan uppfattas som särskilt overkliga eller stiliserade. Många musikalfilmer har emellertid vunnit stor framgång som adaptioner av framgångsrika scenproduktioner, till exempel Oklahoma (1955) och Sound of Music (1965), medan andra har skrivits direkt för filmen. Det finns även exempel på musikalfilmer som senare har kommit att bli framgångsrika även på scenen, exempelvis Singin' in the Rain (1952) och Flickorna i Rochefort (1967).

## Musikalfilmens historia
Musikalfilmerna hade en viss betydelse för övergången mellan stumfilm och ljudfilm. Filmens popularitet växte snabbt under stumfilmstiden, men ljudfilm ansågs som en riskfylld investering av de stora filmbolagen i Hollywood. Det var först när filmbolaget Warner Bros. tog språnget och gjorde Jazzsångaren (1927) med Al Jolson. Sången "Mammy" som framfördes i filmen förändrade filmmediet helt och hållet och innebar slutet på stumfilmstiden. Musikaler blev en viktig del av Hollywoods filmproduktion, tillsammans med västernfilmer, drama och komedier.
Musikalfilmsstjärnor som Fred Astaire och Ginger Rogers hörde till de mest populära och mest respekterade i Hollywood. Även skådespelare som normalt sågs i dramatiska filmer hoppade gärna in i en musikal för att undvika att hamna i ett fack. Som exempel kan nämnas James Cagney, från början blev han känd som en duktig sångare och dansare, men hans många roller som gangster och tuffing gav honom få möjligheter att visa sina kunskaper. Hans Oscarsbelönade insats i Yankee Doodle Dandy (1943) gav honom dock en sådan möjlighet, och han ansåg senare att det var en av hans bästa roller.